# Icehouse
Icehouse es un banda australiana de rock formada en Sídney en 1977 y liderada por Iva Davies. Icehouse es uno de los grupos más reconocidos en Australia, no solo por sus elaboradas canciones —escritas y musicalizadas por Davies—, sino por ser un emblema para la juventud por sus letras, las que describían en los primeros tiempos el momento por el que pasaba Australia.

## Historia
Los comienzos de la banda se remontan a 1977, pero fue en 1978 cuando el grupo —llamado entonces Flowers— tomó popularidad debido a su calidad musical y sus magníficas versiones de grupos o artistas como Marc Bolan, Lou Reed, T-Rex, David Bowie, Iggy Pop, The Kinks, Brian Eno y Roxy Music.
En 1980, después de establacer una relación laboral con su amigo de la infancia Cameron Allan, firman contrato con la discográfica independiente Regular Records, con la que lanzan en el mes de mayo de ese año su primer sencillo, «Can´t Help Myself», el cual entra al Top 10 de Australia. En octubre del mismo año, sale a la venta el primer álbum de Flowers, titulado Icehouse; el álbum fue colocado como el número 4 en todo el país por 45 semanas, y obtiene a la postre cuatro discos de platino en Nueva Zelanda y Australia.
En 1982, se lanza su segundo álbum, Primitive Man, un proyecto en solitario de Davies, quien fue el primero en usar una Linn Drum Machine en su país. Conocido en el mercado europeo con el nombre de Love in Motion, fue el disco más valorado por la crítica especializada, con ventas de más de 600 000 copias solo en Australia, del que se extrae el sencillo exitoso «Hey, Little Girl» —el cual recuerda a Roxy Music—, que alcanza el puesto 31 en el Mainstreim Rock Chart en Estados Unidos, 31 en Reino Unido, top 10 en Países Bajos, Bélgica y Dinamarca, top 5 en Alemania, Austria, Nueva Zelanda y Australia, y número 1 en Suiza. También los temas «Great Southern Land», número 5 en Australia, que con el paso del tiempo se ha convertido en una referencia obligada de la banda, y «Street Café», con buenos resultados, sobre todo en Europa, despertaron gran entusiasmo sobre los miembros de la banda —reestructurada para las próximas giras— y en especial para Davies, a tal punto que David Bowie los invita para que abran sus conciertos en el Reino Unido y Países Bajos. Posteriormente, Bowie y Peter Gabriel los invitan para que abran sus conciertos en Estados Unidos; esta invitación es declinada por Davies, pues ya se había comprometido con Rusell Mulchany —famoso director de videoclips para artistas como Duran Duran y Elton John, y que dirigió para Icehouse tres, a saber, «Icehouse», «Hey, Little Girl» y «Street Café»— para hacer la banda sonora de su thriller Razorback, del que se editó un LP. Davies gana por este trabajo un premio APRA y es nominado a un AFI en Australia.
Fresco es un EP con canciones de Primitive Man, lanzado en 1983 únicamente para el mercado estadounidense, que no logra cohesionar a través de «Hey, Little Girl» como en Europa.
Para 1984, Davies, cabeza de la siempre reestruturada banda, prepara y lanza su cuarto álbum, Sidewalk, número 8 en Australia pero que no logra trascender como su antecesor, y al que se lo tiene como un álbum de bajo perfil por su uso de fórmulas probadas con éxito por otros grupos, como The Human League, Visage y Ultravox. Los tres sencillos correspondientes a este álbum, «Taking The Town», «Don’t Believe Anymore» y «Dusty Pages», no lograron convertirse en hits más que en Australia; los dos primeros entraron en el top 30. Sidewalk sí llegó a ser disco de platino en Nueva Zelanda.
En 1985, junto con Robert Kretchmer, guitarrista de Melbourne, Davies prepara la banda sonora para el ballet Boxes, donde Davies canta, baila y actúa junto con la Sydney Dance Company en el Ópera de Sídney, y junto a ellos, el coreógrafo Graeme Murphy; el acto logra ser un éxito en Australia. Entre el repertorio de canciones están dos del siguiente álbum, Measure for Measure: «Regular Boys» y «No Promises». Boxes se lanza al mercado como banda de sonido. «No Promises» fue lanzado como sencillo en Australia, teniendo poca aceptación. 
Después de que el grupo gozara de cierta fama internacional —quedaba conquistar el mercado estadounidense y el latinoamericano—, Iva Davies se dispone a grabar el álbum Measure for Measure, el cual fue colocado en Australia en el lugar número 8; el título del álbum hace referencia a un equilibrio en las temáticas y en la música, y contó con la participación del compositor de música electrónica y experimental inglés Brian Eno en teclados y coros (en el tema «Cross The Border»). Los sencillos de este álbum fueron: «Baby, You´re So Strange», «Mr. Big», «Cross The Border», «Paradise» y el ya mencionado «No Promises», que causó gran revuelo en Estados Unidos.
Al siguiente año, después de haber colocado el sencillo «Crazy», del álbum Man of Colours, en el número 4 del top (en Estados Unidos fue una de las canciones más pedidas), y luego de que el álbum alcanzara el número 1 nacional por 56 semanas, fueron invitados especiales para el tour U de The Cars. Para 1988, las cosas mejorarían. El sencillo «Crazy» alcanza el número 14 del Billboard en Estados Unidos. El grupo hace un tour por Nueva Zelanda, y Icehouse se presenta en vivo frente al príncipe Carlos y la princesa Diana de Inglaterra; tocan la canción «Electric Blue», en este evento que se transmitió vía satélite a Estados Unidos y en los American Music Awards. A la postre, esto sería un aliciente para que el grupo se fuera de gira a Estados Unidos. «Electric Blue» se coloca en el número 88 del Billboard, y el álbum Man of Colours es votado como álbum del año en los ARIA Awards. Uno de los sencillos más representativos de Icehouse, «Great Southern Land», es regrabado el 23 de octubre de 1989 y gana múltiples discos de platino. «Electric Blue» es premiado con el APRA Award como el mejor trabajo en Australia. En ese mismo año, Code Blue era escrito y comenzaba a grabarse.
La década de los noventa comenzaba, y con ello, muchos grupos que tocaban música new wave comenzaban a disolverse, hecho aunado a los nuevos géneros musicales que salían a la luz. Flowers, alias Icehouse, sacaba a luz cuatro sencillos del álbum Code Blue: «Big Fun», «Miss Divine», «Anything Is Possible» y «Where the River Meets the Sea», y Iva Davies firmaba con la disquera independiente The Massive Record Company. El primer álbum con dicha disquera fue Masterfile, una retrospectiva de Icehouse que generó múltiples discos de platino. Christina Amphlett graba con Icehouse «Love in Motion», producida por Bil Laswell. Con Laswell en la producción, en 1993 aparece la colección de remixes Full Circle. En ese mismo año, Davies crea su propia casa disquera: DIVA Records. En 1995 graban The Berlin Tapes, una colección de versiones de David Bowie, Eno/Bowie, Simple Minds, The Psychedelic Furs, Frank Sinatra, Lou Reed, Roxy Music, XTC, Talking Heads, The Velvet Underground, PiL, The Cure y Killing Joke.
Durante 1999, Davies, junto a Richard Tognetti y Christopher Gordon, compone The Ghost of Time como una extensión de «Great Southern Land», una actuación de cuarenta minutos que formaría parte de las celebraciones del nuevo milenio en Sídney; en las víspera del 2000, Davies, Tognetti, Pratt, Krawczyk y la Orquesta Sinfónica de Sídney presentan The Ghost of Time en la Ópera de Sídney, sobre la bahía de Sídney. Davies había lanzado el álbum The Ghost of Time como solista semanas antes, en diciembre de 1999.
Davies venía trabajando desde 2001 en un álbum de la banda, el que se titularía Bi-polar Poems, con canciones como «Chemicals», «Surgery» y «Your God, Not Mine», que desde 2004 ya estarían disponibles en el sitio web oficial de Iva Davies & Icehouse. El álbum todavía permanece sin publicarse.
En mayo de 2011 se publica la edición del 30 aniversario de Icehouse por los Flowers, de forma extendida, que llegó al número 14 en los charts de la ARIA. En agosto del mismo año se lanza White Heat: 30 Hits, su nuevo álbum recopilatorio, preparando los festejos de los 30 años de Primitive Man y los 25 de Man of Colours, álbumes cuyos aniversarios se promoverían luego durante la gira Primitive Colours.
En diciembre de 2012, la banda presenta dos espectáculos en el hotel Esplanade de Melbourne y en la Oxford Art Factory de Sídney, los que serían materia prima para un álbum en vivo a publicarse en enero de 2014.

## Integrantes
Integrantes de Flowers, Icehouse e Iva Davies & Icehouse, ordenados cronológicamente:
- Iva Davies (1977-presente): voz principal, guitarra líder, bajo, teclados, oboe
- Keith Welsh (1977-1981): bajo, coros
- Don Brown (1977-1979): batería
- Michael Hoste (1978, 1982-1983): teclados
- Anthony Smith (alias Adam Hall) (1979-1982): teclados
- John Lloyd (1979-1984): batería, percusión, coros
- Bob Kretschmer (1982-1989): guitarras, coros
- Guy Pratt (1982-1986): bajo, coros
- Andy Qunta (1982-1988): teclados, coros
- Glenn Krawczyk (1986): bajo
- Simon Lloyd (1986-1991): saxofón, trompeta, teclados
- Steve Morgan (1986-2004): bajo
- Paul Wheeler (1986-2004): batería, percusión
- Roger Mason (1989-1990): teclados
- Paul Gildea (1990-2004, 2007): guitarras
- Tony Llewellyn (1991-2004): teclados
- David Chapman (1993-1995): guitarras
- Max Lambert (1995): piano
- Adrian Wallis (1995-2004): chelo
- Steve Bull (2007): bajo
- Peter Maslen (2007): batería
- Glen Reither (2007): teclados, saxofón

## Discografía

### Álbumes
- Icehouse (octubre de 1980)
- Icehouse (1981)
- Primitive Man (agosto de 1982)
- Love In Motion (1983)
- Sidewalk  (junio de 1984)
- Measure For Measure (abril de 1986)
- Man of Colours (septiembre de 1987)
- Code Blue (octubre de 1990)
- Masterfile (diciembre de 1992)
- Big Wheel (octubre de 1993)
- Full Circle (diciembre de 1994)
- The Berlin Tapes (octubre de 1995)
- The Berlin Tapes & Boxes (2CD Box Set; octubre de 1995)
- The Singles A Sides... And Selected B Sides (febrero de 1996)
- Love In Motion (septiembre de 1996)
- No Promises (octubre de 1997)
- Lay Your Hands On Me: Icehouse vs. Speed of Light (agosto de 2002)
- Meldown: Icehouse (octubre de 2002)
- Bipolar Poems (2005)

### EP
- Fresco (1983)

### Sencillos
| - «Can't Help Myself» (7 de mayo de 1980) - «We Can Get Together» (7 de septiembre de 1980) - «Walls» (enero de 1981) - «Icehouse» (1982) - «Love In Motion» (noviembre de 1981) - «Great Southern Land» (agosto de 1982) - «Hey Little Girl» (octubre de 1982) - «Street Cafe» (febrero de 1983) - «Uniform» (1983) - «Taking The Town» (abril de 1984) - «Don't Believe Anymore» (julio de 1984) - «Dusty Pages» (noviembre de 1984) - «No Promises» (octubre de 1985) - «Baby, You're So Strange» (marzo de 1986) - «Mr. Big» (julio de 1986) - «Cross The Border» (octubre de 1986) - «Paradise» (1986) - «Crazy» (junio de 1987) - «Electric Blue» (agosto de 1987) | - «My Obsession» (noviembre de 1987) - «Man of Colours» (enero de 1988) - «Nothing Too Serious» (abril de 1988) - «Touch The Fire» (septiembre de 1989) - «Jimmy Dean» (diciembre de 1989) - «Great Southern Land» (1989) - «Big Fun» (julio de 1990) - «Miss Divine» (agosto de 1990) - «Anything Is Possible» (diciembre de 1990) - «Where The River Meets The Sea» (abril de 1991) - «Love In Motion» (nueva versión; enero de 1993) - «Spin One» (junio de 1993) - «Satellite» (septiembre de 1993) - «Invisible People» (abril de 1994) - «Great Southern Land» (noviembre de 1994) - «Heaven» (septiembre de 1995) - «Complicated Game / Loving The Alien» (febrero de 1996) - «Hey Little Girl: 97 Remixes» (noviembre de 1997) |

### Videos
- Live At The Ritz (VHS; 1987)
- Live In Concert (VHS; 1989)